# 丹山塔
丹山塔位於四川省資陽市雁江區，文物遺址年代判定為宋。2012年7月16日公佈為第八批四川省文物保護單位。
丹山塔位於四川省資陽市雁江區丹山鎮興家村。該塔坐北朝南，建於宋代，占地面積40平方米，為磚結構樓閣式方形塔，現存6級，層層上收，每層均開窗（一個真窗，兩個假窗），4個裝飾性斗拱，塔內有實心柱，踏道繞實心柱盤至塔頂。塔身殘高17米、素面台基邊長6.3米、高0.85米，頂部邊長5.7米，拱形正門高2.2、寬1.25米。1982年，丹山塔被資陽市人民政府公佈為市級文物保護單位。